# Vachellia cornigera
Vachellia cornigera (L.)  Seigler & Ebinger, 2006 è una pianta appartenente alla famiglia delle Fabacee, originaria di Messico e Centroamerica.

## Descrizione

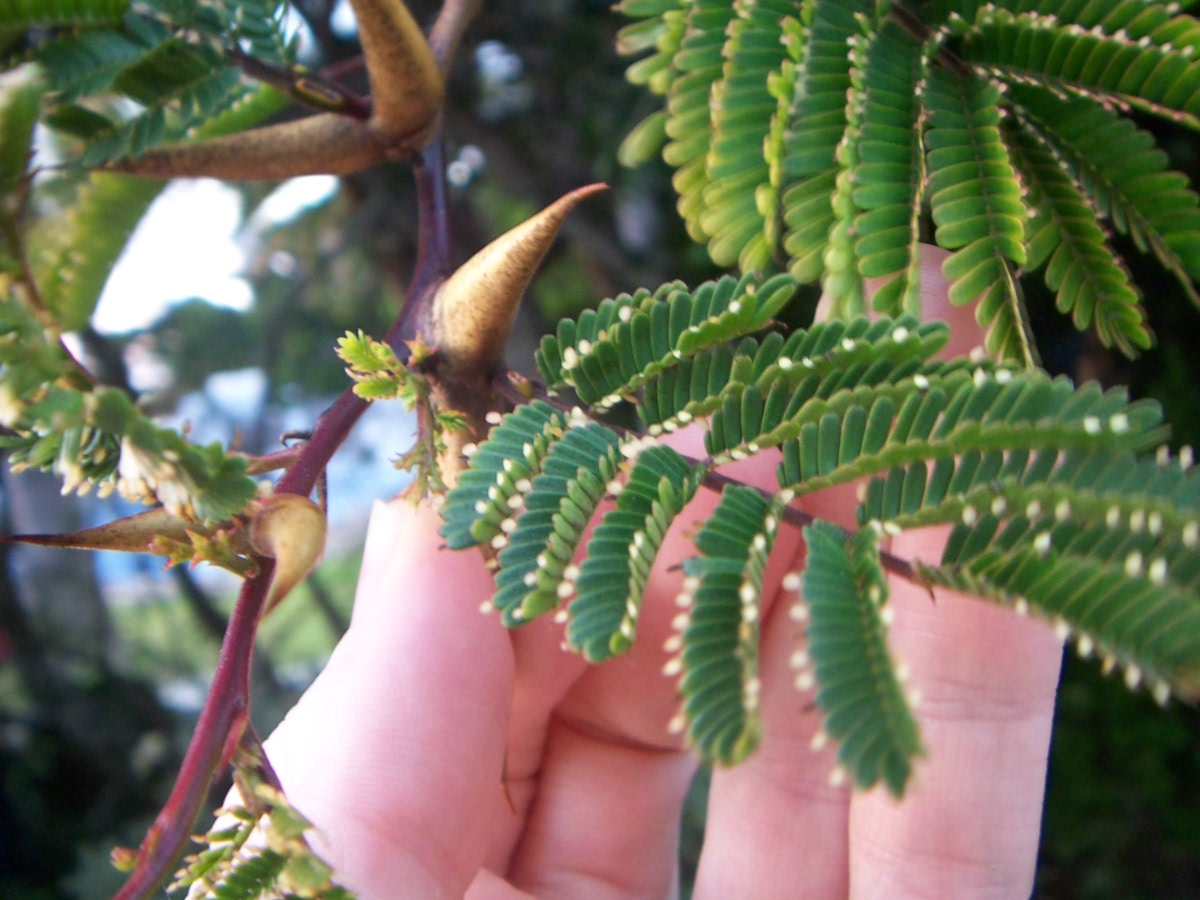
Corpi del Belt

È un arbusto o piccolo albero con fusto alto sino a 10 m.

I rami possiedono grandi stipole spinose cave, disposte in paia alla base delle foglie, lunghe sino a 5 cm, e larghe circa 1 cm alla base. Ad esse si deve il nome comune di "cornezuelo" o "cuerno de toro" con cui questa specie è indicata tra i popoli dell'America centrale.

Le foglie sono bipinnate, lunghe 7.5–20 cm, con 8-10 paia di pinne composte da 15-25 paia di foglioline lunghe 6–13 mm, all'apice delle quali si trovano dei corpuscoli ghiandolari ovoidali ricchi di protidi e grassi, detti corpi del Belt.

I fiori, gialli, sono riuniti in infiorescenze a spiga.
 
Il frutto è un legume color mogano, lungo da 5 a 9 cm per 1,3 a 1,8 cm de larghezza, con apice appuntito.
 
I semi sono di colore marrone scuro con arillo biancastro.

## Distribuzione e habitat
La specie è nativa del Messico e del Centroamerica (Belize, Costa Rica, El Salvador, Guatemala, Honduras, Nicaragua).

È stata introdotta, e si è naturalizzata, a Cuba, in India, in Pakistan e in Florida (USA).

## Ecologia

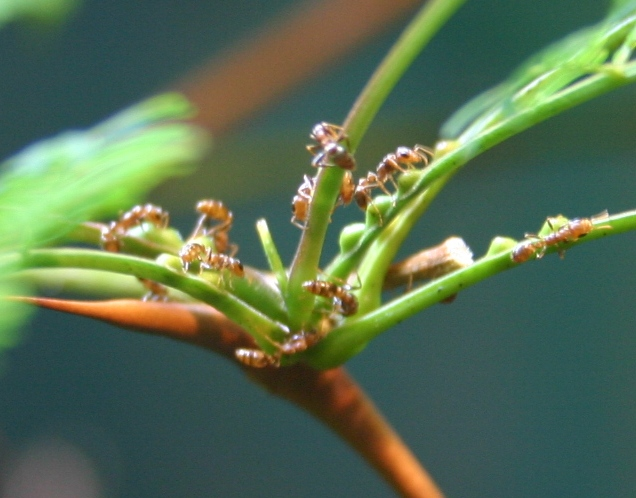
Pseudomyrmex ferrugineus

V. cornigera è una pianta mirmecofila che ha un rapporto mutualistico con formiche della specie Pseudomyrmex ferrugineus (Pseudomyrmecinae).
La pianta ospita le colonie di formiche all'interno di domazie presenti nelle stipole spinose cave e offre loro nutrimento, rappresentato dai corpuscoli di Belt presenti sull'apice delle foglioline. Le formiche a loro volta proteggono la pianta dagli attacchi degli insetti fitofagi ed impediscono l'attecchimento delle piante epifite.